# Werner Bischof
Werner Bischof (Zúric, 26 d'abril de 1916 -  Trujillo, Perú, 16 de maig de 1954) va ser un fotògraf suís.
Va estudiar a l'Escola d'Arts Decoratives de Zuric (1932-1936), sent alumne de Hans Finsler, fotògraf de la Nova Objectivitat, el que el va portar a un estil meticulós i perfeccionista. Al sortir de l'Escola d'Arts, comença a treballar a Zuric, primer com a fotògraf independent i posteriorment a la revista Graphis. El 1942 va entrar com a fotògraf de moda a la revista Du, però després de la Segona Guerra Mundial va començar un viatge per Europa retratant els desastres creats per la contesa mundial.
El 1948 realitza un reportatge sobre els Jocs Olímpics d'Hivern a Sankt Moritz per la revista Life.
El 1949 es casa amb Rosellina, amb la que va tenir dos fills: Marc, nascut el 1950 i Daniel, nascut el 1954, nou dies després de la mort del seu pare. Marxen a Anglaterra, on col·labora amb els diaris Picture Post i Observer. Aquell mateix any va ingressar a l'Agència Magnum, convertint-se en reporter internacional, encara que va seguir amb el seu estil perfeccionista, caracteritzat per la composició de la llum i l'estructura formal de les seves instantànies.
El 1951 va realitzar un reportatge per a la revista Life a la província índia de Bihar, que va publicar amb el títol Fam a l'Índia, obtenint un gran èxit. En els següents anys va viatjar pel Japó i Corea, reflectint principalment els ambients de pobresa d'aquests països i, en especial, els nens. L'any següent es trasllada com a corresponsal de guerra a Indoxina per la revista Paris-Match. Posteriorment projecta un gran reportatge sobre Amèrica del Sud marxant amb la seva dona cap a Mèxic a finals de 1953.
L'any 1954 viatgen per Santiago de Xile i Panamà. La seva dona Rosellina, en avançat estat de gestació torna a Suissa i ell surt cap a Perú on perdria la vida en un accident de trànsit als Andes peruans.